# Jus cogens
Jus cogens (latin: 'kompulsiv lag'), primär folkrätt, är en juridisk term för grundnormer (regler, rättigheter och förpliktelser) i folkrätten som inte ska kunna förhandlas bort och från vilka avsteg eller övertramp aldrig ska tillåtas. De utgör förutsättningen för att världssamfundet ska kvarbli och den internationella rättsordningen upprätthållas. De syftar i synnerhet till att bevara humanitära värden, fred och säkerhet i världen. Jus cogens har därför en överordnad roll gentemot behov, avtal och lagar, och kan ogiltiggöra sådana. Motsatsen till jus cogens är jus dispositivum, det vill säga lagar inom internationell rätt som vid vissa omständigheter kan förhandlas bort, på grund av situationens nödvändighet (såsom vid undantagstillstånd och force majeure).
Jus cogens förutsätter liksom andra lagar och normer att någon upprätthåller dem. Förpliktelsen att göra så kallas erga omnes, och innebär att det är allas ansvar att vidmakthålla, iakttaga och i förlängningen lagföra brott mot jus cogens. Dock antas också enskilda personer kunna handla oegennyttigt för att upprätthålla normerna, vilket kallas actio popularis. Såväl erga omnes som actio popularis innebär att tredje part ingriper vid brott mot jus cogens. En kontraktualistisk uppfattning är att jus cogens får kraft genom att staten är ansvarig därtill inför sina medborgare.
Jus cogens-regler har ett samband med, men är åtskilda från, de mänskliga rättigheterna; vissa mänskliga friheter och rättigheter kan inskränkas med hänsyn till situationens beskaffenhet (friheten inskränks exempelvis vid militärtjänst, fängelsedom och brottsutredningar). Ett antal domar i internationell rätt har bildat prejudikat när de kompulsativa reglerna formulerats. I ett rättsmål vid Internationella domstolen i Haag 1970 mot Barcelona Traction formulerades fyra sådana regler: 1. att olagliggöra aggressionshandlingar, 2. olagliggöra folkmord, 3. skydda mot slaveri, och 4. att skydda mot rasdiskriminering. Senare internationella rättsfall har även åberopat bland annat förbud mot tortyr, förbud mot kemiska vapen, nationellt självbestämmande, och staters suveränitet.
Den normala ordningen inom folkrätten är att stater endast är folkrättsligt bundna av de avtal, konventioner eller traktat som de signerat och ratificerat. Detta följer av principen att en stat anses rättssuverän, vilket innebär att staten har rätt att själv besluta om vilka regler som ska gälla för den och dess medborgare inom statens gränser (jämför icke-interventionism). Jus cogens-reglerna utgör ett undantag på så sätt att ingen stat anses kunna avtala bort dem eller bryta mot dem. Detta innebär att varken konventioner, avtal eller konsensus är legitima skäl att frångå dem, vare sig på enskild, kommunal eller statlig nivå. Huruvida immuniteten som statsmän och diplomater åtnjuter gäller gentemot jus cogens-brott är emellertid omtvistat.
Allt sedan FN:s tidigaste historia har, i ljuset av konflikten mellan naturrätt och rättspositivism, förekomsten av jus cogens kritiserats; mot jus cogens har anförts att i realiteten är alla normer jus dispositivum.

## Fotnoter
1. ↑  https://www.law.cornell.edu/wex/jus_cogens
2. ↑  http://legal-dictionary.thefreedictionary.com/Jus+Cogens
3. ↑  ”Arkiverade kopian”. Arkiverad från originalet den 19 september 2015. https://web.archive.org/web/20150919161859/http://www.duhaime.org/LegalDictionary/J/JusDispositivum.aspx. Läst 22 november 2015.
4. 1 2  http://www.newbalkanpolitics.org.mk/item/the-concept-of-erga-omnes-obligations-in-international-law#.VlBJ3f2FPIU
5. ↑  Criddle, Evan J., and Evan Fox-Decent. "A fiduciary theory of Jus Cogens." Yale Journal of International Law 34 (2009).
6. ↑  Ali, Nora. "For Better or for Worse: The Forced Marriage of Sovereignty and Self-Determination." Cornell Int'l LJ 47 (2014): 417.
7. ↑  Schwarzenberger, Georg. "International Jus Cogens." Tex. L. Rev. 43 (1964): 455.
8. ↑  Zimmermann, Andreas. "Sovereign Immunity and Violations of International Jus Cogens-Some Critial Remarks." Mich. J. Int'l L. 16 (1994): 433.
9. ↑  Caplan, Lee M. "State immunity, human rights, and jus cogens: a critique of the normative hierarchy theory." American Journal of International Law (2003): 741-781.
10. ↑  McGregor, Lorna. "State Immunity Jus Cogens." International and Comparative Law Quarterly 55.02 (2006): 437-446.
11. ↑  Bartsch, Kerstin, and Bjorn Elberling. "Jus Cogens vs. State Immunity, Round Two: The Decision of the European Court of Human Rights in the Kalogero-Poulou et al. v. Greece and Germany Decision." German LJ 4 (2003): 477.
12. ↑  En tidig kritik finns i Verdross, Alfred. "Jus dispositivum and jus cogens in International Law." Am. J. Int'l L. 60 (1966): 55.